# Varsselder

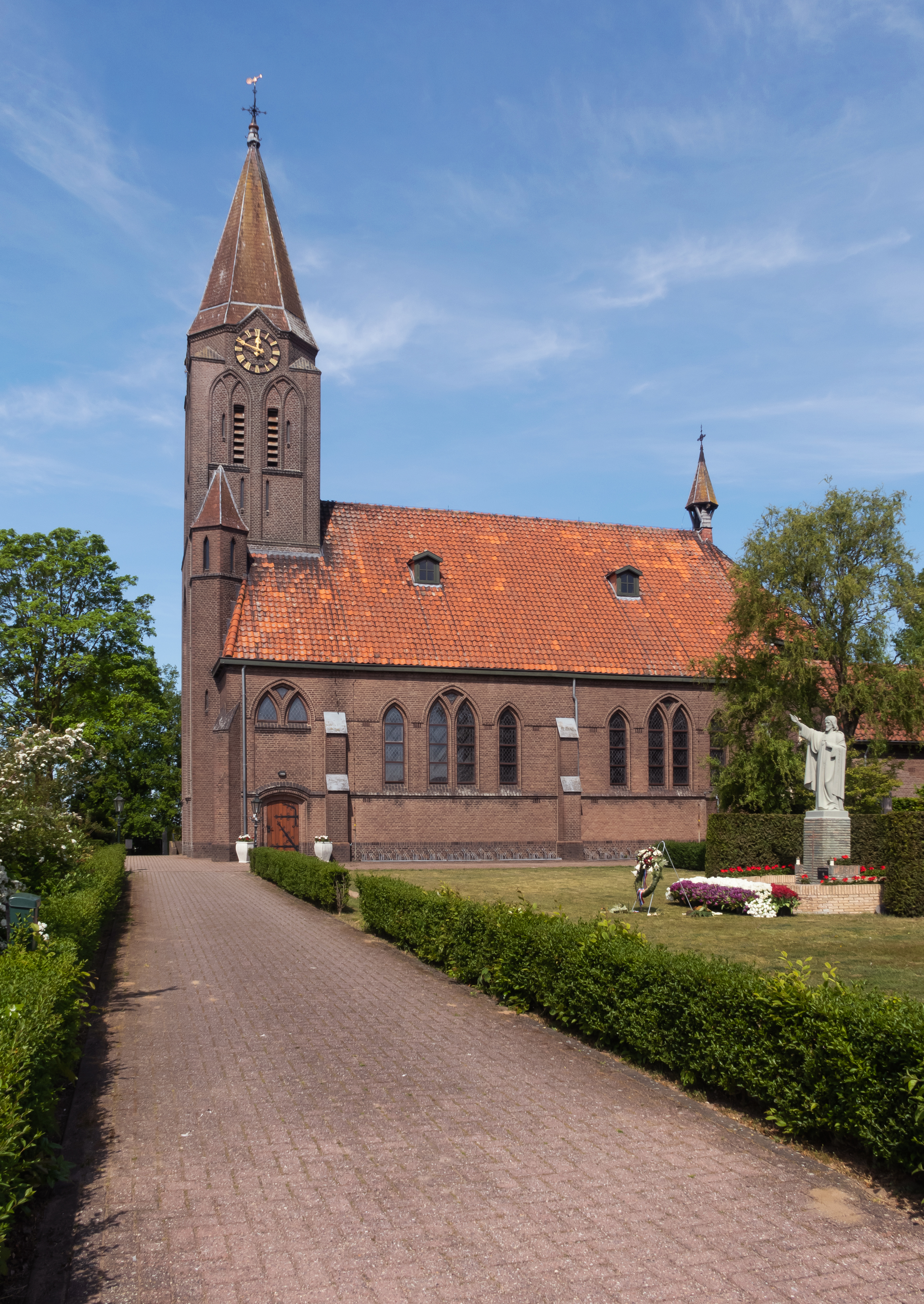
L'église: Martelaren van Gorcumkerk

Varsselder est un village situé dans la commune néerlandaise d'Oude IJsselstreek, dans la province de Gueldre. Le 1er janvier 2007, le village comptait 680 habitants.